# Natuna Besar
Natuna Besar (indonez. Pulau Bunguran lub Pulau Natuna Besar) – indonezyjska wyspa, największa w archipelagu Wysp Natuna, położona w prowincji Wyspy Riau na Morzu Południowochińskim. Powierzchnia wyspy wynosi 1720 km².
Najwyższym wzniesieniem na wyspie jest Ranai (Gunung Ranai) o wysokości 1035 m n.p.m.
Największym miastem na wyspie jest Ranai.